# District de Kello
Le district de Kello (en finnois : Kellon suuralue) est un des districts de la ville d'Oulu en Finlande. 

## Description
Kello appartenait à la municipalité de Haukipudas. Au 1er janvier 2013, la municipalité de Haukipudas a fusionné avec Oulu et Kello est devenue le district de Kello.
Le district a 6 176 habitants (1.1.2013)
.